# Солонешное
Солоне́шное — село в Алтайском крае, административный центр Солонешенского района.

## География
Расположено в 320 км к югу от Барнаула, в центральной части района при впадении реки Солонешная в Ануй. Напротив села в реку Ануй впадает река Язевка. До ближайшей железнодорожной станции Бийск 162 км. Солонешное связано с Бийском автомобильной дорогой с асфальтобетонным покрытием.

## История
Первое упоминание о селе относится к 1828 году, село было заселено выходцами из сёл Большая Речка, Усть-Алейская, Огневая Барнаульской волости. В 1834 году в Солонешном насчитывалось 226 душ мужского пола. В 1893 году в селе имелись миссионерская церковь, миссионерское училище, питейное заведение, хлебозапасный магазин и лавка, население составило 380 душ мужского пола. В 1917 году в Солонешном проживало 2146 человек, из которых 57 % были старожилами. Новосёлы в основном были выходцами из Томской губернии — 12 % от всей массы переселенцев.
С декабря 1901 года село Солонешное Ануйской волости превратилось в центр образованной Солонешенской волости. В 1905 году в Солонешном была открыта церковно-приходская школа.
До 1 января 2006 года село было поделено между двумя муниципальными образованиями: правобережная часть входила в состав Солонешенского сельсовета, левобережная — в состав упразднённого Красноануйского.

## Население
| 1926  | 1939  | 1959  | 1970  | 1979  | 1989  | 1997  | 1998  | 1999  |
| ----- | ----- | ----- | ----- | ----- | ----- | ----- | ----- | ----- |
| 2601  | ↗3992 | ↘3560 | ↗3673 | ↗4090 | ↗4623 | ↘4017 | ↘3867 | ↘3828 |
| 2000  | 2001  | 2002  | 2003  | 2004  | 2005  | 2006  | 2007  | 2008  |
| ↗3919 | ↘3744 | ↘3539 | ↗3680 | ↘3670 | ↘3640 | ↗4721 | ↘4689 | ↘4580 |
| 2009  | 2010  | 2011  | 2012  | 2013  | 2021  |       |       |       |
| ↘4549 | ↘4441 | ↘4349 | ↘4285 | ↘4245 | ↘3626 |       |       |       |

## Экономика и социальная сфера
Основой экономики села сегодня является пищевая промышленность, которая основана на переработке животноводческой продукции. Основной переработчик молока — ОАО «Солонешенский маслосырзавод». Завод награждён золотой медалью в номинации «Лучшие образцы сыров» за сыр «Алтайский блочный» на всероссийском смотре-конкурсе «Молочные продукты — 2006».
Также в селе имеется лесхоз, сеть автозаправочных станций, станции технического обслуживания, гостиница, кафе «Морозко», аэропорт.
Имеются следующие образовательные учреждения: 2 детских сада, 2 школы, СПТУ. Учреждения культуры: районная библиотека, Центр детского творчества, дом культуры, районный краеведческий музей, стадион «Ануй». В 2009 г. открыт православный храм в честь святителя Николая Чудотворца.

## Топографические карты
- Лист карты M-45-I Солонешное. Масштаб: 1 : 200 000. Состояние местности на 1981 год. Издание 1986 г.